# Maurice Exslager
Maurice Exslager (Bocholt, 12 gennaio 1991) è un ex calciatore tedesco, di ruolo attaccante.

## Caratteristiche tecniche
Ala sinistra, può giocare anche a destra o come seconda punta. In caso di necessità può sostituire anche la prima punta.

## Carriera

### Club
Ha giocato nella seconda divisione tedesca.

### Nazionale
Ha giocato nella nazionale tedesca Under-20.

## Palmarès

### Club

#### Competizioni nazionali
- Campionato tedesco di seconda divisione: 1

Colonia: 2013-2014